# アグラヴェイン
アグラヴェイン卿（Agravain）はアーサー王物語に登場する円卓の騎士の一人。オークニーのロット王の息子にして、ガウェイン卿の弟。アーサー王の甥にも当たる人物である。

## 概要
円卓の騎士に任じられているが、特にアグラヴェインを主人公にした冒険は存在しない。物語の終盤において、ランスロット卿の失脚を狙い、兄弟であるガウェイン卿、ガヘリス卿、ガレス卿、そして異父弟のモルドレッド卿にランスロット卿とグィネヴィア王妃の不義密通の証拠を掴もうと提案する。しかし、モルドレッド卿以外の人物はこれを拒否したため、結局モルドレッド卿とその他12人の騎士とともにランスロット卿が王妃と同衾している現場を押さえる。しかし、その場を脱出しようとしたランスロット卿により、殺害される。
アグラヴェイン卿はとかく悪者に書かれることが多い。特に、マロリー版においては折に触れてアグラヴェイン卿の性格・人品が卑しいと強調されており「邪悪な騎士」との烙印まで押されている。また、王国の崩壊について「その全てはアグラヴェイン卿とモルドレッド卿が原因である」との記述まである（20巻1章）。また、アグラヴェイン卿が殺害された時、兄であるガウェイン卿は特に嘆く様子も見られない。
もっとも、アーサー王伝説が形成された初期においてはそれほどアグラヴェイン卿の扱いは悪いものではなかった。『ガウェイン卿と緑の騎士』においては、アグラヴェイン卿は「堅い手のアグラヴェイン」（Agravain of the Hard Hand）と呼ばれ、立派な騎士であると書かれている。

### 物語
散文ロマンスにおけるアグラヴェインのキャラクターの主なモチーフは、弟のガヘリスとの一方的な対立です。
ヴルガータ・サイクルの後のエピソードで、ガヘリスはマーリンに命じられてガウェインを探し出し、囚われの身から解放する。アグラヴァンは、マーリンが常にガヘリスを支持してきたと感じ、嫉妬し、自分ならガヘリスと同じかそれ以上にガウェインを救えると宣言する。彼は、自分がガヘリスよりも優れた騎士であることを証明し、兄の首をはねることで問題を解決しようと決意する。しかし、ガヘリスは正体不明のアグラヴァンを2度倒したものの（1度は先の戦いで、準備不足で不屈の伏兵を破った）、謎の敵の正体を知ることはなかった。
数年後、ガウェインはガヘリスが母を殺したことを知り、母の仇を討つことを誓った。ガヘリスを憎んでいたアグラヴェインは、兄がガヘリスを死刑にしようとしたことを喜んだ。しかし、アグラヴェインとその異母弟モードレッドがガヘリスの首をはねようとしたとき、ガウェインは自分たちの弟である者を殺して自分たちの名誉を傷つけるべきではないと考え、それを止めた。その後、4人は母の恋人ラモラックを襲い、4対1の不当な戦いの末に殺した。
アグラヴェインは常にネガティブな性質を持つキャラクターとして描かれているわけではない。英雄として知られることもあれば、冒険家として知られることもある。
ヴルガータ・サイクルの散文ランスロットの冒険の一つでは、彼は悪の主ドルアス残酷卿を殺した。他の例としては、ギガンブレシルに欺瞞と裏切りを非難されたとき、弟ガウェインのために戦うことを申し出たことが挙げられる。

彼はグィネヴィアのことを、意地悪で気難しい母親とは違って、親切で優しく、気品があると思っていた。彼女に危害を加えるくらいなら、自分の命を絶つだろう。残念なことに、彼は彼女がランスロット卿と寝ていることを知った。これは裏切り行為とみなされ、グィネヴィアは彼の敵となり、ランスロットは彼のライバルとなった。